# Saint-Georges-de-Poisieux
Saint-Georges-de-Poisieux és un municipi francès, situat al departament de Cher i a la regió de Centre – Vall del Loira. L'any 2007 tenia 382 habitants.

## Demografia

### Població
El 2007 la població de fet de Saint-Georges-de-Poisieux era de 382 persones. Hi havia 149 famílies, de les quals 25 eren unipersonals (8 homes vivint sols i 17 dones vivint soles), 58 parelles sense fills, 54 parelles amb fills i 12 famílies monoparentals amb fills.
La població ha evolucionat segons el següent gràfic:
Habitants censats

### Habitatges
El 2007 hi havia 180 habitatges, 150 eren l'habitatge principal de la família, 16 eren segones residències i 14 estaven desocupats. 179 eren cases i 1 era un apartament. Dels 150 habitatges principals, 134 estaven ocupats pels seus propietaris, 15 estaven llogats i ocupats pels llogaters i 2 estaven cedits a títol gratuït; 8 tenien dues cambres, 27 en tenien tres, 44 en tenien quatre i 71 en tenien cinc o més. 115 habitatges disposaven pel capbaix d'una plaça de pàrquing. A 54 habitatges hi havia un automòbil i a 90 n'hi havia dos o més.

### Piràmide de població
La piràmide de població per edats i sexe el 2009 era:
| Homes | Edats   | Dones |
| ----- | ------- | ----- |
| 0     | 95 o +  | 0     |
| 0     | 90 a 94 | 0     |
| 8     | 85 a 89 | 0     |
| 0     | 80 a 84 | 8     |
| 4     | 75 a 79 | 8     |
| 12    | 70 a 74 | 12    |
| 4     | 65 a 69 | 4     |
| 4     | 60 a 64 | 0     |
| 8     | 55 a 59 | 4     |
| 24    | 50 a 54 | 4     |
| 28    | 45 a 49 | 40    |
| 12    | 40 a 44 | 16    |
| 12    | 35 a 39 | 16    |
| 4     | 30 a 34 | 4     |
| 4     | 25 a 29 | 12    |
| 16    | 20 a 24 | 16    |
| 16    | 15 a 19 | 16    |
| 16    | 10 a 14 | 8     |
| 4     | 5 a 9   | 8     |
| 4     | 0 a 4   | 4     |

## Economia
El 2007 la població en edat de treballar era de 249 persones, 199 eren actives i 50 eren inactives. De les 199 persones actives 186 estaven ocupades (97 homes i 89 dones) i 12 estaven aturades (4 homes i 8 dones). De les 50 persones inactives 20 estaven jubilades, 13 estaven estudiant i 17 estaven classificades com a «altres inactius».

### Ingressos
El 2009 a Saint-Georges-de-Poisieux hi havia 159 unitats fiscals que integraven 413 persones, la mediana anual d'ingressos fiscals per persona era de 19.811 €.

### Activitats econòmiques
Dels 11 establiments que hi havia el 2007, 1 era d'una empresa extractiva, 4 d'empreses de construcció, 3 d'empreses de comerç i reparació d'automòbils, 2 d'empreses de serveis i 1 d'una entitat de l'administració pública.
Dels 4 establiments de servei als particulars que hi havia el 2009, 1 era una autoescola, 2 paletes i 1 lampisteria.
L'any 2000 a Saint-Georges-de-Poisieux hi havia 16 explotacions agrícoles que ocupaven un total de 1.030 hectàrees.

## Equipaments sanitaris i escolars
El 2009 hi havia una escola maternal integrada dins d'un grup escolar amb les comunes properes formant una escola dispersa.

## Poblacions més properes
El següent diagrama mostra les poblacions més properes.